# Cantone di Thiberville
Il Cantone di Thiberville era una divisione amministrativa dell'arrondissement di Bernay.
A seguito della riforma approvata con decreto del 25 febbraio 2014, che ha avuto attuazione dopo le elezioni dipartimentali del 2015, è stato soppresso.

## Composizione
Comprendeva i comuni di
- Barville
- Bazoques
- Boissy-Lamberville
- Bournainville-Faverolles
- La Chapelle-Hareng
- Drucourt
- Duranville
- Le Favril
- Folleville
- Fontaine-la-Louvet
- Giverville
- Heudreville-en-Lieuvin
- Piencourt
- Les Places
- Le Planquay
- Saint-Aubin-de-Scellon
- Saint-Germain-la-Campagne
- Saint-Mards-de-Fresne
- Saint-Vincent-du-Boulay
- Le Theil-Nolent
- Thiberville